# Dinarthrum inerme
Dinarthrum inerme är en nattsländeart som beskrevs av Mclachlan 1878. Dinarthrum inerme ingår i släktet Dinarthrum och familjen kantrörsnattsländor. Inga underarter finns listade i Catalogue of Life.